# 아라운
아라운(웨일스어: Arawn)은 웨일스 신화의 별세계 안눈의 왕이다. 〈더베드의 왕 푸일〉에 주요 인물로 등장한다. 좀더 후기의 문헌에서는 안눈의 왕이 웨일스의 저승사자인 그윈 압 누디로 기록되어 있는 경우가 많다. 하지만 그래도 아라운에 대한 전승은 오늘날의 카디건 읍 일대에서 그 명맥을 유지했다.
아라운의 이름은 대륙 켈트의 "아루비아누스"(Arubianus)와 연관이 있을 가능성이 있다.